# Cục Tin học và Thống kê tài chính (Việt Nam)
Cục Tin học và Thống kê tài chính là cơ quan trực thuộc Bộ Tài chính, có chức năng tham mưu, giúp Bộ trưởng Bộ Tài chính thực hiện nhiệm vụ quản lý nhà nước và tổ chức thực hiện các hoạt động ứng dụng công nghệ thông tin và thống kê trong ngành tài chính.
Cục Tin học và Thống kê tài chính thành lập ngày 22 tháng 10 năm 1989, với tiền thân là Tổ nghiên cứu đề án tổ chức hệ thống Tin học ngành Tài chính.
Chức năng, nhiệm vụ, quyền hạn và cơ cấu tổ chức của Cục Tin học và Thống kê tài chính được quy định tại Quyết định số 234/QĐ-BTC ngày 23 tháng 2 năm 2018 của Bộ trưởng Bộ Tài chính.

## Nhiệm vụ và quyền hạn
Theo Điều 2, Quyết định số 234/QĐ-BTC ngày 23 tháng 2 năm 2018 của Bộ trưởng Bộ Tài chính, Cục Tin học và Thống kê tài chính có các nhiệm vụ, quyền hạn chính:
- Trình Bộ trưởng Bộ Tài chính các loại văn bản thuộc quản lý của Cục.
- Hướng dẫn, hỗ trợ Sở Tài chính các tỉnh, thành phố trực thuộc Trung ương xây dựng kế hoạch phát triển và ứng dụng công nghệ thông tin và thống kê tài chính trong hoạt động của các đơn vị.
- Tổ chức công tác thống kê tài chính và phân tích dự báo phục vụ cho công tác chỉ đạo, điều hành theo phân công của Bộ trưởng Bộ tài chính; chủ trì công tác công bố số liệu, cung cấp thông tin thống kê tài chính của Bộ Tài chính, biên soạn, xuất bản Niên giám thống kê tài chính và các ấn phẩm thống kê tài chính theo quy định của Nhà nước và của Bộ Tài chính.
- Quản lý thống nhất các bảng mã, bảng phân loại thống kê dùng chung của ngành tài chính; thực hiện việc cấp mã số cho các đối tượng quản lý theo phân công của Bộ trưởng Bộ Tài chính.
- Xây dựng và quản lý vận hành cơ sở dữ liệu tài chính quốc gia; hướng dẫn, giám sát việc xây dựng các cơ sở dữ liệu chuyên ngành của các đơn vị thuộc Bộ Tài chính.
- Công bố tiêu chuẩn kỹ thuật công nghệ thông tin, các thông tin về dự án đã dược phê duyệt trên cổng thông tin điện tử của Bộ Tài chính; cập nhật thông tin các dự án ứng dụng công nghệ thông tin (được phê duyệt và đã kết thúc) vào cơ sở dữ liệu của ngành.
- Xây dựng và triển khai các giải pháp, sản phẩm (phần cứng, phần mềm, nội dung, thông tin số) mang tính tổng quát toàn ngành tài chính, các phần mềm dùng chung và tích hợp giữa các tổ chức chuyên ngành thuộc Bộ Tài chính; các chương trình ứng dụng phục vụ công tác nghiệp vụ cơ quan Bộ và các cơ quan tài chính các cấp ở địa phương.
- Tổ chức, xây dựng, duy trì, cập nhật, quản lý vận hành Trung tâm dữ liệu Bộ Tài chính, hệ thống mạng cơ quan Bộ Tài chính, hệ thống hạ tầng truyền thông thống nhất ngành tài chính.
- Đề xuất và tổ chức triển khai các giải pháp phát triển Chính phủ điện tử, dịch vụ công trực tuyến gắn kết với chương trình cải cách hành chính ngành tài chính. Chủ trì, tổng hợp, đề xuất, báo cáo Bộ Tài chính để báo cáo Chính phủ về tình hình triển khai và đề xuất các giải pháp triển khai Chính phủ điện tử ngành tài chính. Hướng dẫn xây dựng, thẩm định kiến trúc Chính phủ điện tử của các đơn vị thuộc Bộ Tài chính.
- Xây dựng, quản lý và đảm bảo kỹ thuật để duy trì hoạt động của Cổng thông tin điện tử Bộ Tài chính và trang thông tin điện tử nội bộ của Bộ Tài chính; triển khai tích hợp các kênh thông tin, ứng dụng và cơ sở dữ liệu; cung cấp dịch vụ tài chính công trên Cổng thông tin điện tử Bộ Tài chính và trang thông tin điện tử nội bộ của Bộ Tài chính.
- Xây dựng và quản lý hệ thống thông tin dự phòng thảm họa của ngành tài chính.
- Thực hiện các nhiệm vụ, quyền hạn khác do Bộ trưởng Bộ Tài chính giao.

## Lãnh đạo Cục
- Cục trưởng: Nguyễn Việt Hà
- Phó Cục trưởng:

1. Võ Anh Trung[3]
2. Hoàng Xuân Nam
3. Nguyễn Minh Ngọc

## Cơ cấu tổ chức
(Theo Điều 3, Quyết định số 234/QĐ-BTC ngày 23 tháng 2 năm 2018 của Bộ trưởng Bộ Tài chính)

### Bộ máy giúp việc Cục trưởng
- Văn phòng Cục
- Phòng Kế hoạch Tổng hợp
- Phòng Thẩm định và Kiểm tra
- Phòng Quản lý công nghệ thông tin
- Phòng Dịch vụ công và Nội dung số
- Phòng Thống kê
- Phòng Quản lý an toàn thông tin
- Phòng Quản lý hạ tầng kỹ thuật

### Các đơn vị sự nghiệp
- Trung tâm Chuyển giao công nghệ và Hỗ trợ kỹ thuật
- Trung tâm Dữ liệu và triển khai công nghệ thông tin tài chính tại Thành phố Hồ Chí Minh